# Club Atlético Talleres (Remedios de Escalada)
Ne doit pas être confondu avec Club Atlético Talleres.
Maillots
Le Club Atlético Talleres est un club argentin de football basé à Remedios de Escalada (en), Buenos Aires.

## Footballeurs notables
- Ángel Bossio
- Germán Denis
- Oscar Más
- Roberto Pompei
- Gustavo Quinteros
- Fernando Redondo
- Francisco Rúa
- Javier Zanetti